# مارغريت كويت
مارغريت كويت (بالإنجليزية: Margaret Coit)‏ هي مؤرخة وكاتِبة أمريكية، ولدت في 30 مايو 1919 في نورويتش في الولايات المتحدة، وتوفيت في 15 مارس 2003.